# Giuseppe Arcimboldo
Giuseppe Arcimboldo, född ca 1527 i Milano, död 11 juli 1593 i Milano, var en italiensk konstnär. Han tillhörde en oäkta sidogren av en adlig familj.

## Liv och verk
Arcimboldo är mest känd för sina porträtt som återger de fyra årstiderna som mänskliga gestalter med objekt som hör till de olika årstiderna. Arcimboldo var även verksam som arkitekt, ingenjör, designer och konstnär. Arcimboldo var en renässansmänniska som lika gärna ägnade sig åt skulptur, vetenskap eller arkitektur och åt att formge kläder som åt måleri. År 1562 blev han hovporträttör till den tysk-romerske kejsaren Maximilian II och senare även till hans son Rudolf II.
Idag vet man inte så mycket om Arcimboldos ungdom och om hans konstnärliga bakgrund, men man kan se kopplingar till Leonardoskolan som varade fram till 1530, framförallt Arcimboldos karikatyrartade målningssätt. Hans kompositioner av bekanta föremål har fängslat bland andra surrealisterna. Salvador Dalí har troligtvis fått mycket av sin inspiration från Arcimboldo, då han beundrade honom mycket.
Hans bildserie av årstider är väldigt uppfinningsrikt kombinerar olika objekt för att få fram en porträtt. Våren framställs med blommor, sommaren av ax och grönsaker, hösten av frukter och vinter i form av ett träd. Denna svit av årstiderna har han framställt mer än en gång. Sommar och Vinter återfinns på Kunsthistorisches Museum i Wien. Arcimboldo har även gjort serien de fyra elementen, eld, vatten, jord och luft. Eld och Vatten återfinns på Kunsthistorisches Museum i Wien.
Under trettioåriga krigets slutskede togs flera av konstverken som krigsbyte av svenskarna i Prag. Dessa finns på Skoklosters slott, bland annat Vertumnus, porträttet av Rudolf II och Bibliotekarien samt med verk på Nationalmuseum.

## Utmärkelser
Asteroiden 6556 Arcimboldo är uppkallad efter honom.

## Bildgalleri, verk i urval

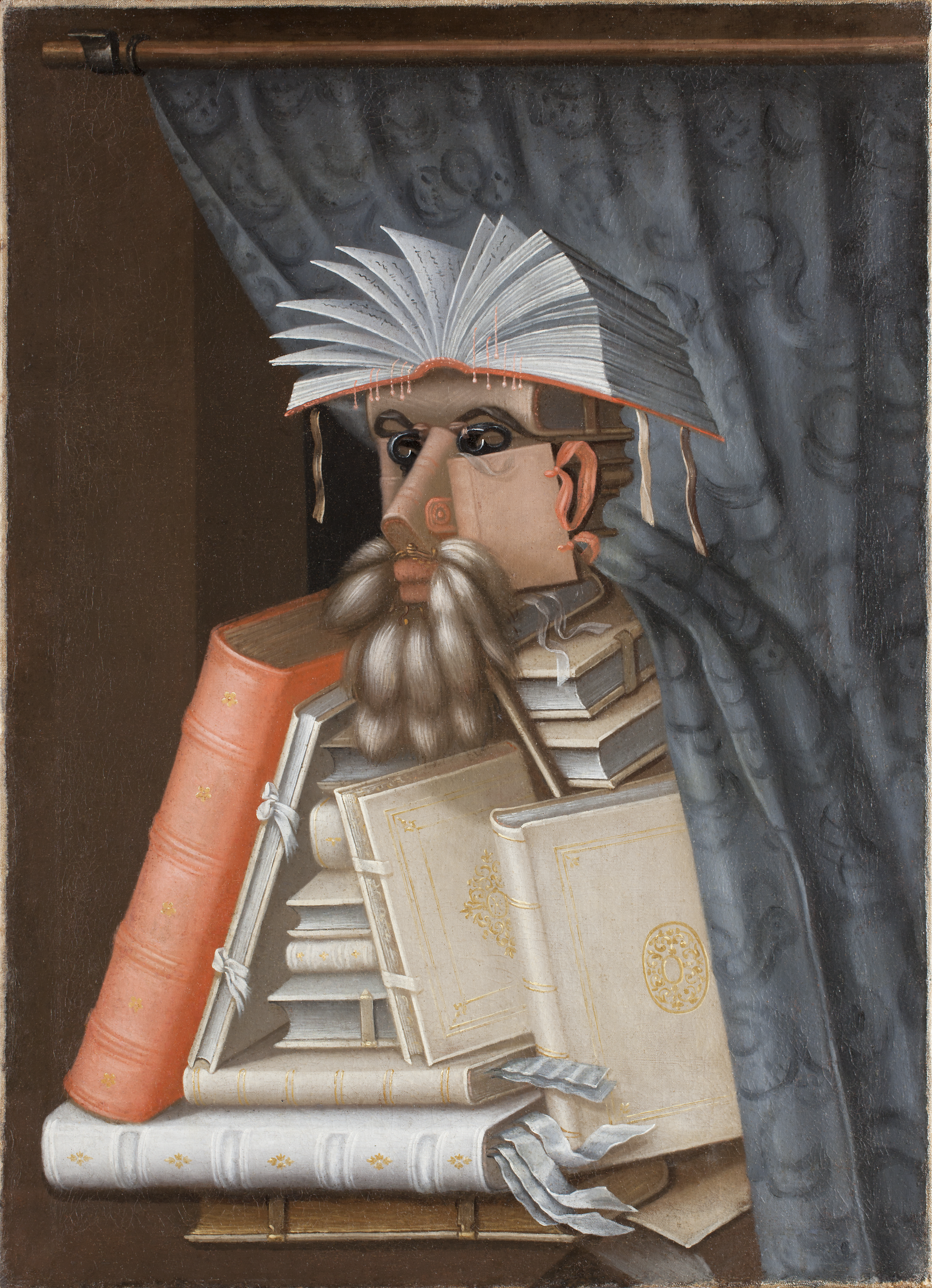
Bibliotekarien, ca. 1566, Skoklosters slott
Vertumnus, Rudolf II, 1590-1591, Skoklosters slott
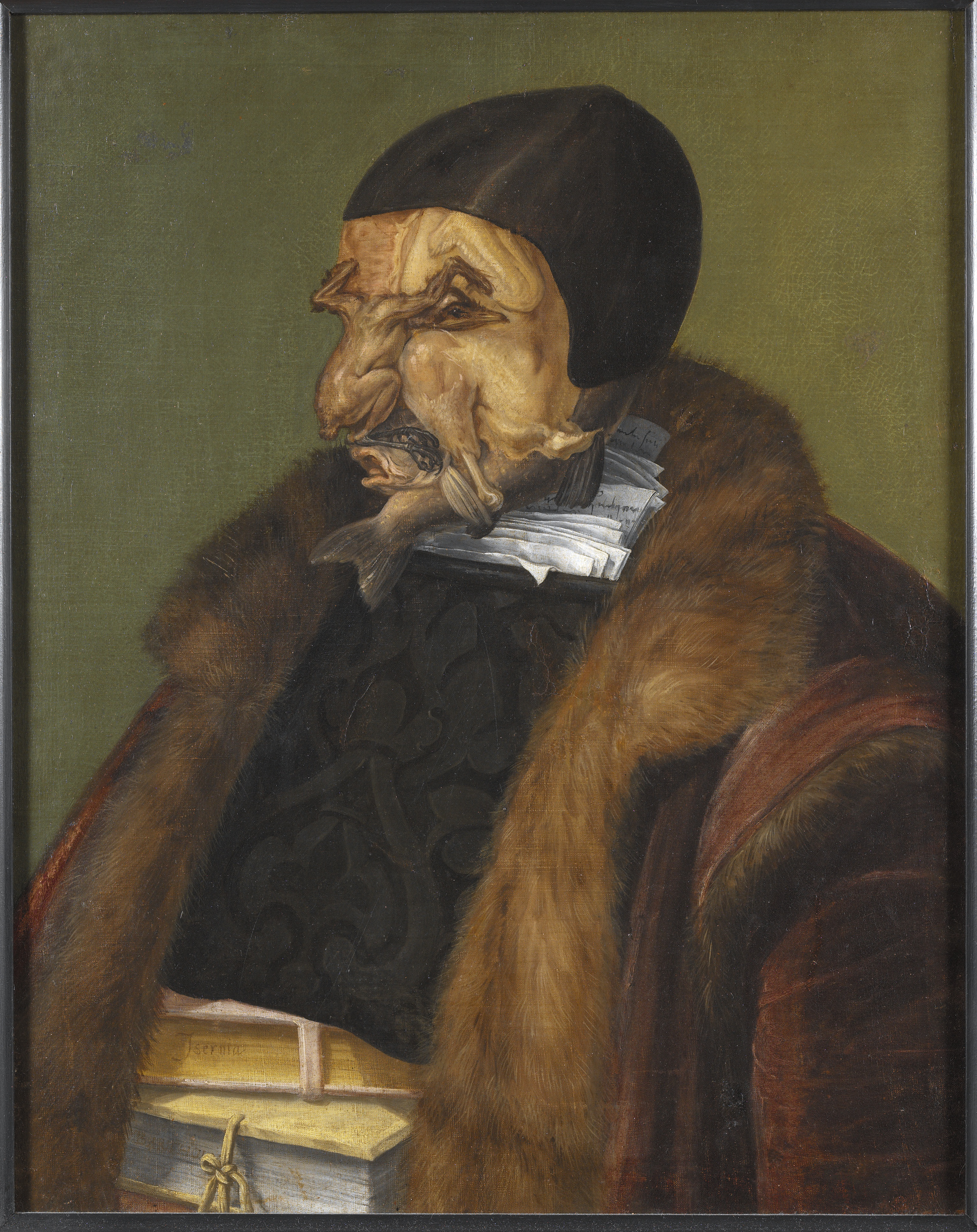
Juristen, 1566, Nationalmuseum, Stockholm
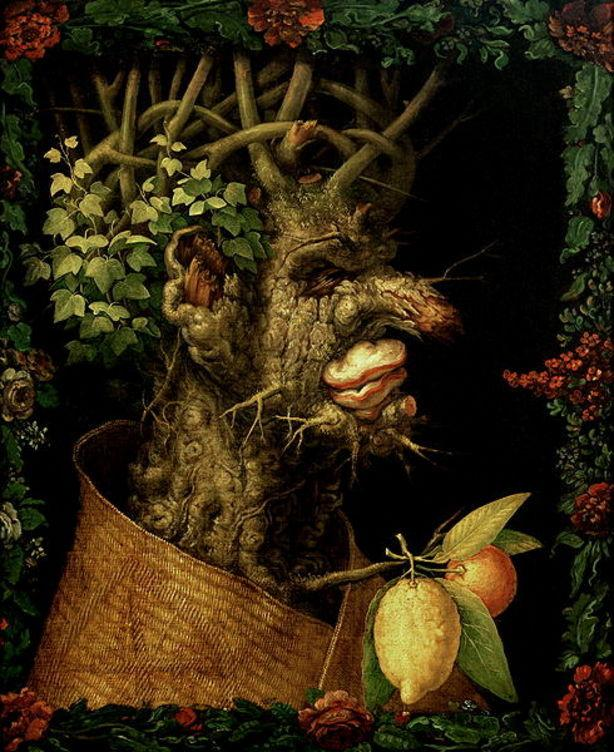
Vinter, 1573, Louvren,  Paris
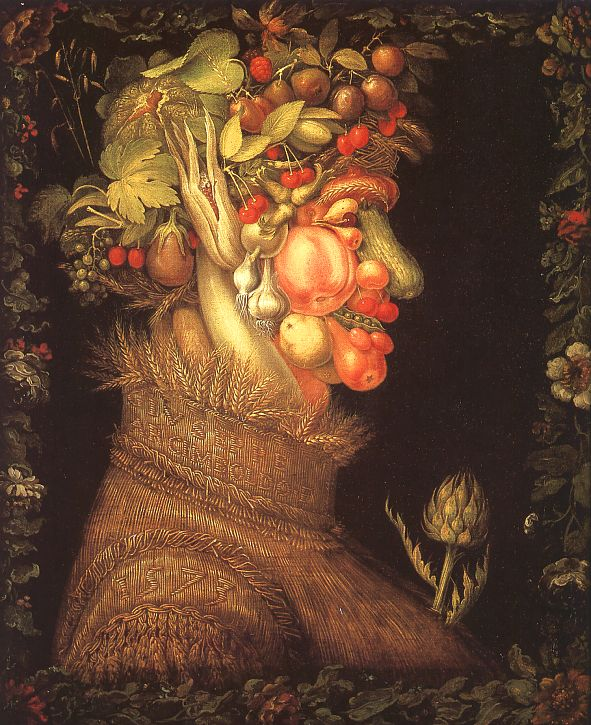
Sommar, 1573, Louvren, Paris
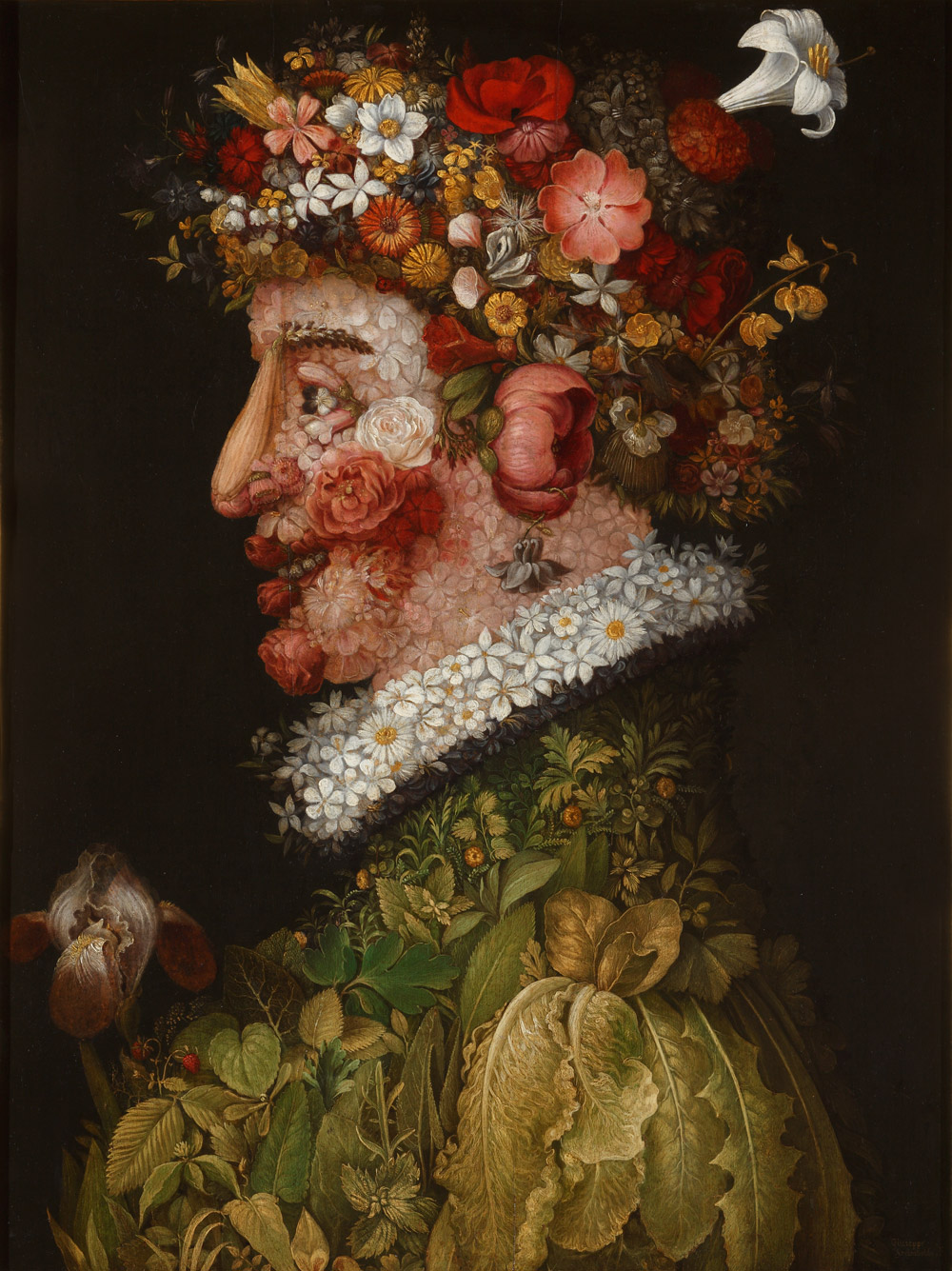
Våren, 1573,  Louvren, Paris
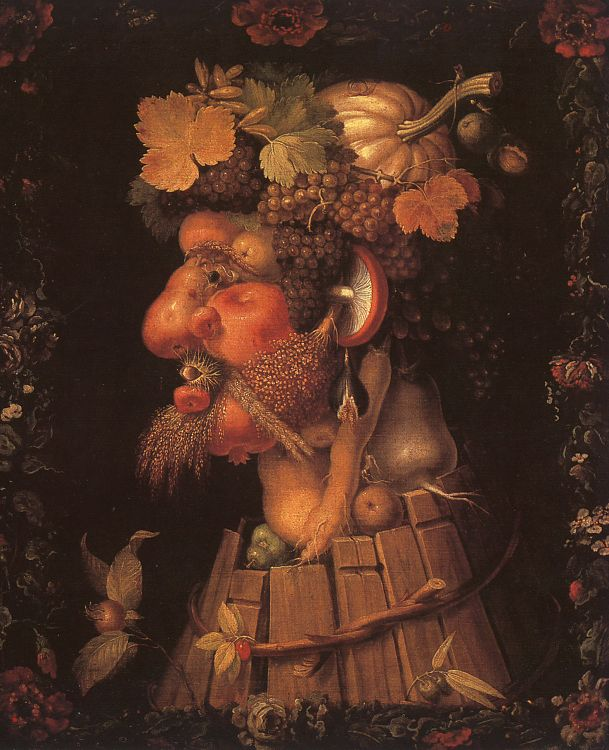
Höst, 1573, Louvren
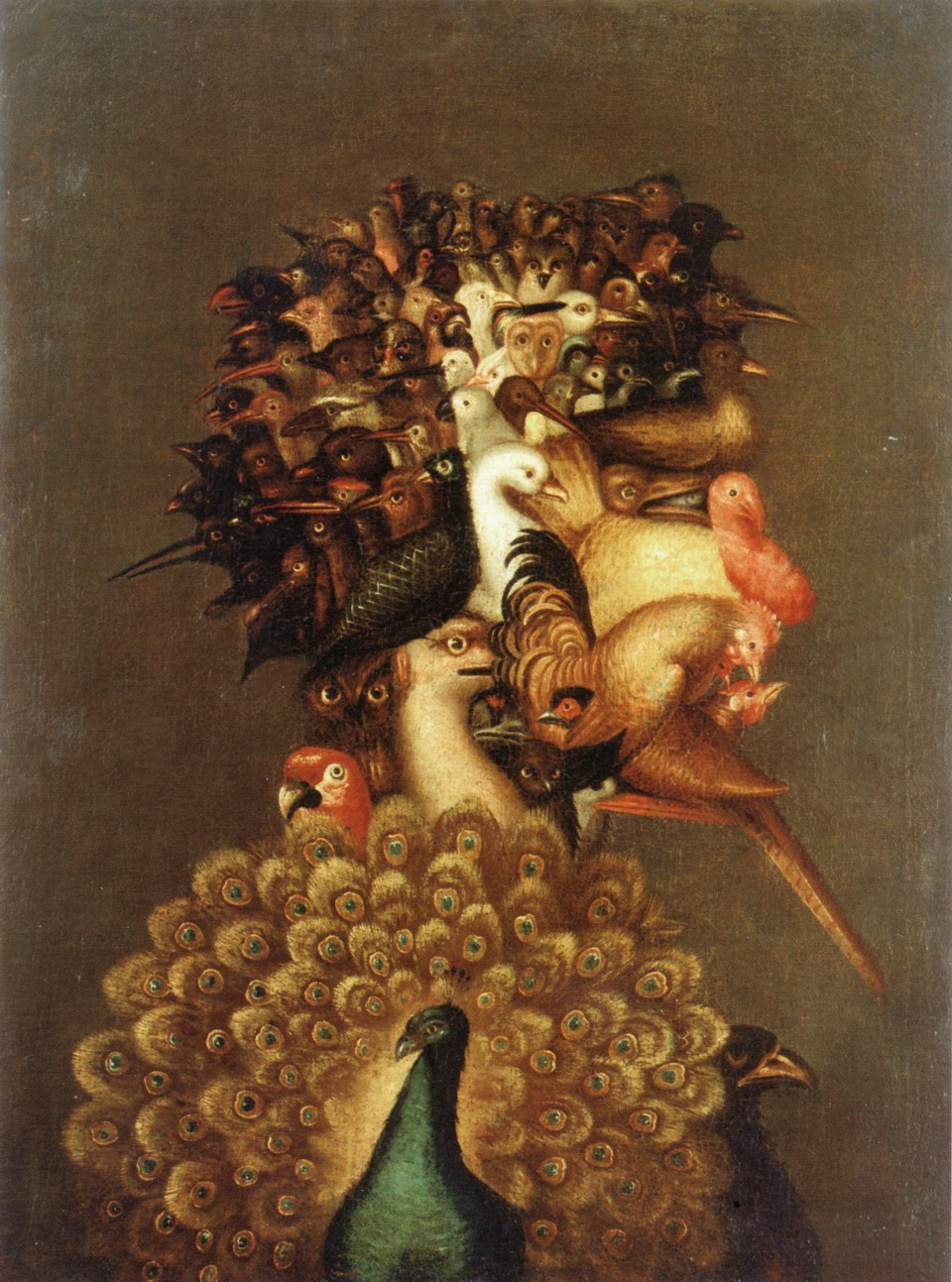
Luft, cirka 1566, privat ägo
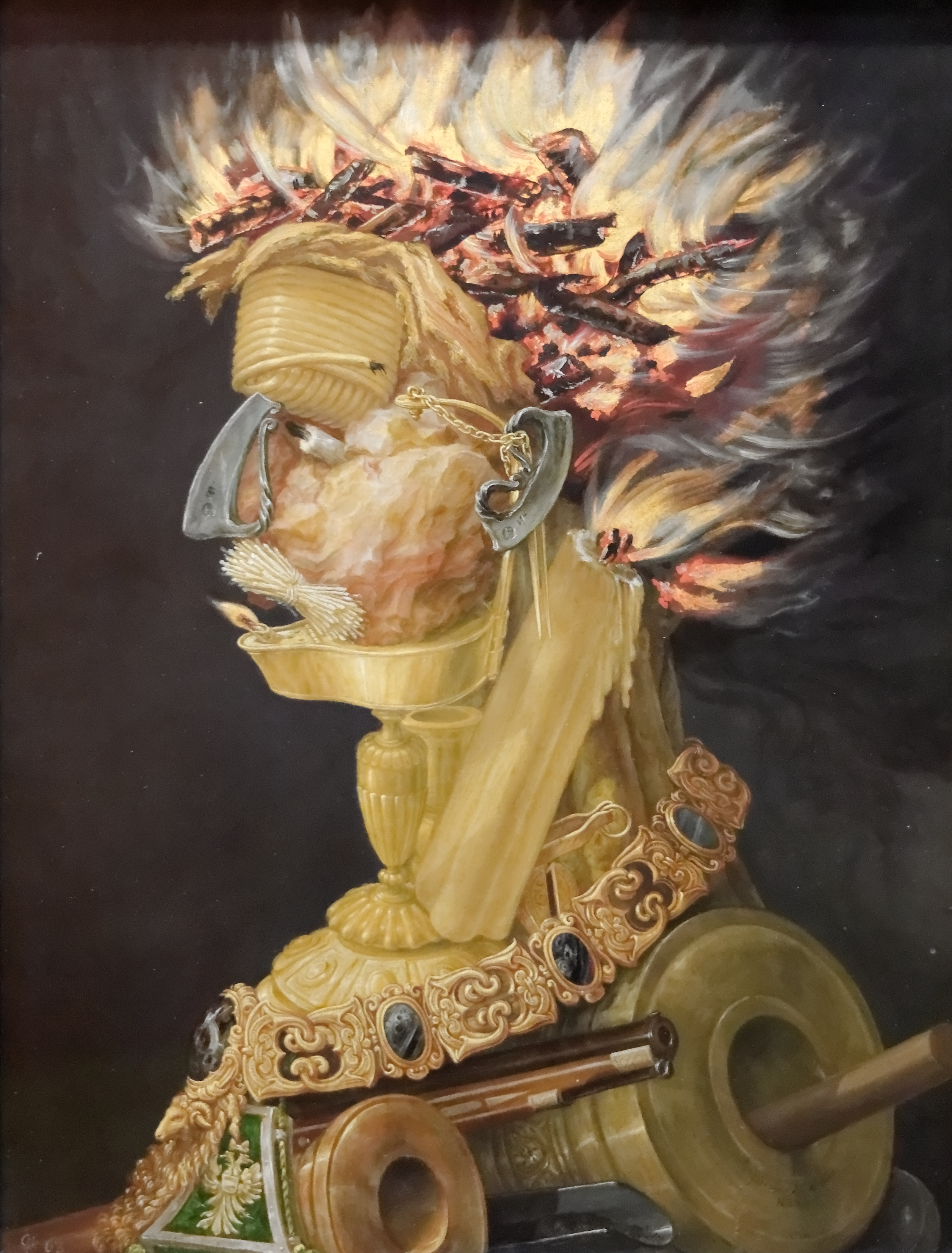
Eld, 1566, Kunsthistorisches Museum
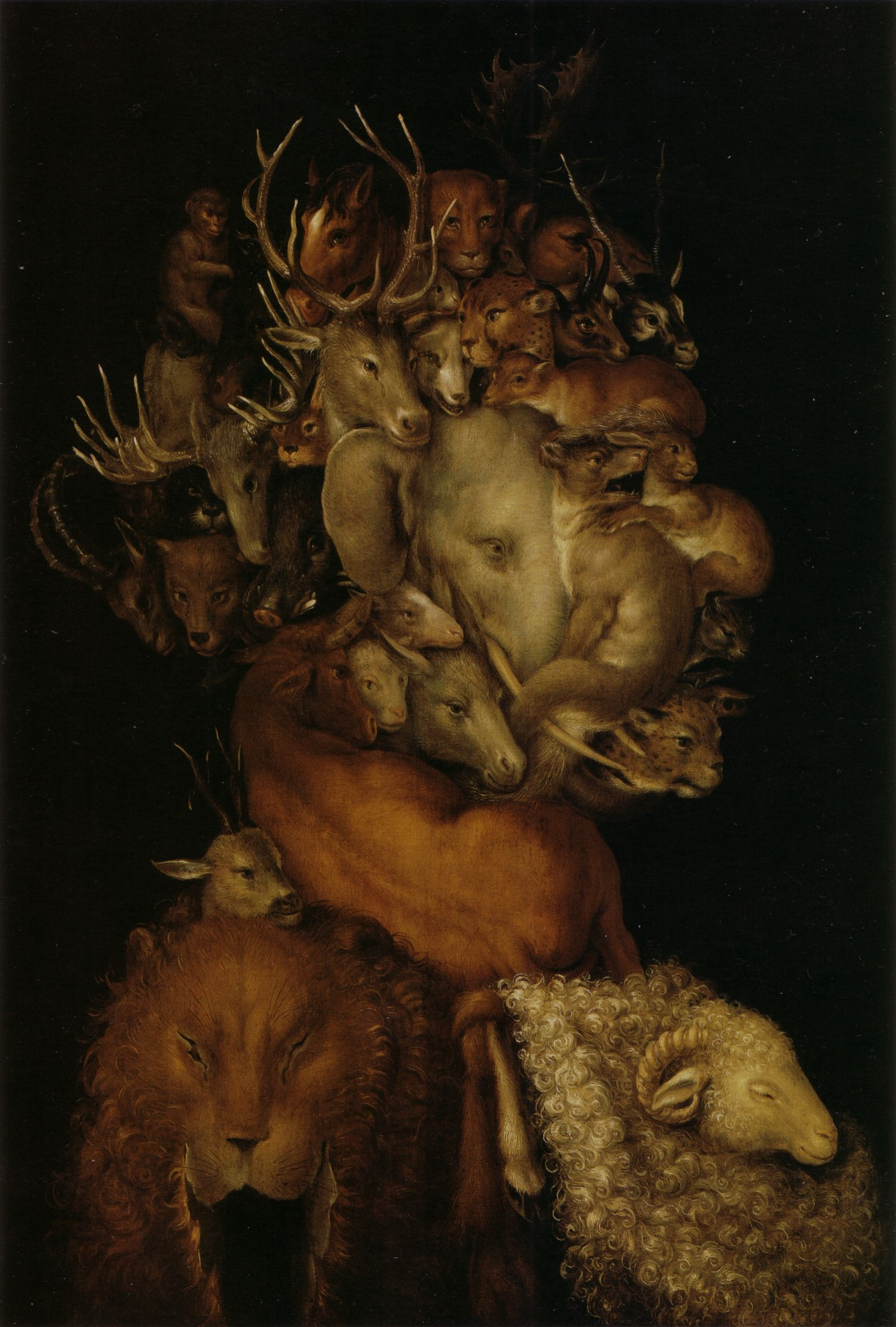
Jord, troligen 1566, privat ägo
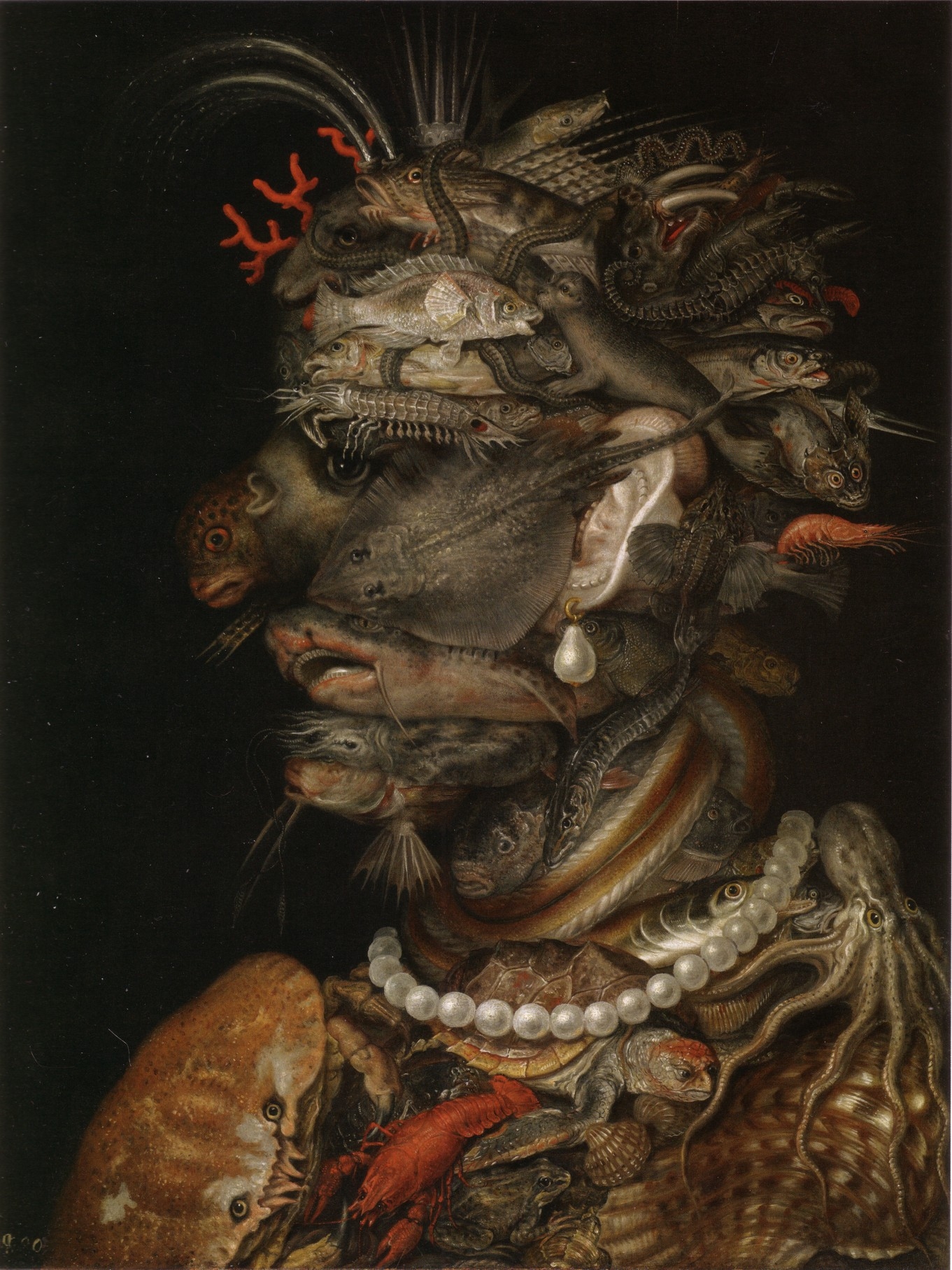
Vatten, 1566, Kunsthistorisches Museum

### Fotnoter
1. ↑  Bibliothèque nationale de France, BnF Catalogue général : öppen dataplattform, id-nummer i Frankrikes nationalbiblioteks katalog: 12288158z, läst: 10 oktober 2015.[källa från Wikidata]
2. 1 2 3 4  läs online, www.getty.edu .[källa från Wikidata]
3. ↑  RKDartists, RKDartists-ID: 2299, läst: 9 oktober 2017.[källa från Wikidata]
4. ↑  Internet Speculative Fiction Database, ISFDB författar-ID: 147500, läst: 9 oktober 2017.[källa från Wikidata]
5. ↑  Discogs, Discogs artist-ID: 2250102, läst: 9 oktober 2017.[källa från Wikidata]
6. ↑  Union List of Artist Names, ULAN: 500028171, läs online.[källa från Wikidata]
7. ↑  Collectie Boijmans Online, läs online, läst: 19 april 2024.[källa från Wikidata]
8. ↑  Alfons, Sven (1980). Giuseppe Arcimboldo. Allhems Förlag. sid. 23
9. ↑  Alfons, Sven (1980). Giuseppe Arcimboldo. Allhems Förlag. sid. 33, 46
10. ↑  Porzio, Francesco (1980). Arcimboldo. Bokförlaget Forum AB. sid. 98. ISBN 91-37-07524-1
11. ↑  Nationalmuseum
12. ↑  ”Minor Planet Center 6556 Arcimboldo” (på engelska). Minor Planet Center. https://www.minorplanetcenter.net/db_search/show_object?object_id=6556. Läst 9 juli 2023.